# Mouvement pour la Libération du Peuple Centrafricain
Mouvement pour la Libération du Peuple Centrafricain (dt. Bewegung für die Befreiung des Volks von Zentralafrika; engl.: Movement for the Liberation of the Central African People, MLPC) ist eine politische Partei in der Zentralafrikanischen Republik. Sie hat einen Beobachterstatus bei der Sozialistischen Internationale seit 2008 und ist Mitglied der Progressiven Allianz.

## Geschichte
Die Partei wurde am 28. März 1978 in Paris vom ehemaligen Premierminister Ange-Félix Patassé als Oppositionsbewegung gegründet. Sie kämpfte für die Ersetzung von Präsident David Dacko durch einen nationalen Rat, um eine „provisorische Regierung der nationalen Einheit“ (provisional government of national unity) zu bilden.
Nachdem in den frühen 1990ern das Viel-Parteien-System wieder zugelassen wurde, gewann die Partei die Wahlen 1993. Patassé wurde zum Präsidenten gewählt und ging aus der zweiten Wahlrunde gegen Abel Goumba, mit einem Stimmenanteil von 53 % zu 46 %, mit einem Sieg hervor. Bei den Parlamentswahlen gewann die MLPC 34 der 85 Sitze in der Assemblée Nationale de la République Centrafricaine. Bei den Parlamentswahlen 1998 erhielt die Partei 47 von 109 Sitzen. Die Allianz Union of Forces for Peace (UFAP), die in Opposition zu Patassé stand, erhielt eine Mehrheit mit insgesamt 55 Sitzen. Trotzdem konnte die MLPC eine Regierung bilden, nachdem ein Abgeordneter der UFAP ausschied. Patassé gewann die Präsidentschaftswahlen 1999 in der ersten Runde mit 51 % der Stimmen, wurde jedoch durch einen Staatsstreich 2003 abgesetzt.
Wahlen wurden 2005 wieder abgehalten und François Bozizé, der Anführer des Staatsstreiches, siegte gegen den Kandidaten der MLPC, Martin Ziguélé, im zweiten Wahlgang bei den Präsidentschaftswahlen. Patassé, der sich zu der Zeit noch im Exil befand, war ursprünglich nominiert, aber von der Wahl wegen laufender Verfahren bezüglich seiner Amtsführung von den Wahlen ausgeschlossen worden. Obwohl die MLPC als größte einzelne Partei aus den Wahlen hervorging, gewann sie nur 11 Sitze, während die pro-Bozizé eingestellte Allianz Nationale Konvergenz „Kwa Na Kwa“ insgesamt 42 Sitze errang.
Ziguélé wurde an einem außerordentlichen Parteikongress im Juni 2006 zum Präsident der MLPC gewählt, während Patassé für ein Jahr aus der Partei ausgeschlossen wurde. Nach einem Jahr wurde Ziguélé für eine dreijährige Amtszeit bestätigt (Parteikongress vom 21. bis 23. Juni 2007). Bei diesem Kongress wurde Patassés Suspendierung bis zum nächsten regulären Kongress verlängert und mehrere weitere Personen aus der Partei ausgeschlossen, unter anderem der frühere Präsident der Nationalversammlung Luc Apollinaire Dondon Konamambaye.
Bei den Wahlen 2011 wurde Ziguélé zum zweiten Mal als Präsidentschaftskandidat nominiert. Er kam in einem Feld von fünf Kandidaten jedoch mit 7 % der Stimmen nur auf den dritten Platz. In den Parlamentswahlen 2011 kam die MLPC nur noch auf einen einzigen Sitz in der Nationalversammlung und 2016 erreichte sie sieben Sitze.